# 대림성모병원
대림성모병원(Daerim St. Mary's Hospital)은 서울특별시 영등포구 대림동(시흥대로 657)에 위치한 총 208 병상 규모의 종합병원이다. 1969년 11월 9일 영등포기독병원으로 개원하여 1970년 9월 1일 현재의 이름으로 개명했다. 서울성모병원과는 가톨릭계열 병원이라는 점을 제외하고 관련이 없다.

## 진료과
20개 진료과와 총 208병상을 갖추고 있다.
- 소화기내과
- 순환기내과
- 내분비내과
- 혈액종양내과
- 유방외과
- 외과
- 산부인과
- 정신건강의학과
- 정형외과
- 척추신경외과
- 신경외과
- 신경과
- 성형외과
- 가정의학과
- 영상의학과
- 마취통증의학과
- 진단검사의학과
- 응급의학과
- 핵의학과
- 병리과

## 자매병원
- 구로성모병원
- 음성성모병원

## 인접한 병원
- 한림대학교 강남성심병원 1분 거리

## 교통편
- ● 신안산선 대림삼거리역 (2026년 개통예정)